# Estudo Op. 10, nº. 3 (Chopin)

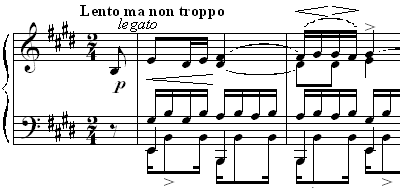
O início do Estudo Op. 10, nº. 3, de Chopin

O Estudo Opus 10, nº. 3 em mi maior, apelidada de "Tristesse" ("Tristeza"), é um estudo para piano solo, composto por Frédéric Chopin em 1832. Foi primeiramente publicado em 1833 na França, Alemanha e Inglaterra como a terceira peça de seus Estudos Opus 10. A respeito deste vagaroso estudo cantabile de caráter polifônico e legato, o próprio Chopin acreditava ser o de mais bela melodia que já havia criado. A peça se tornou famosa por entre inúmeros arranjos populares. Tanto "Tristesse" quanto "Farewell" (Adeus) são nomes dados à obra por Chopin.

## Estrutura e traços estilísticos
Como a maioria dos outros estudos de Chopin, este trabalho é de forma ternária (A – B – A). A seção A é de notável construção melódica. O musicólogo Hugo Leichtentritt (1874-1951) acredita que sua estrutura assimétrica, (5 + 3) + (5 + 7) compassos, é altamente relevante para o impacto da melodia.